# A Broad City epizódjainak listája
A Broad City 2009-2010-ig internetes YouTube-sorozatként futott, majd 2013-ban a Comedy Central meglátta benne a lehetőséget, és 2014. január 22-én levetítették az első epizódot. 2019. március 28-án befejezték a sorozatot.

## Évados áttekintés
| Évad | Évad | Epizódok | Eredeti sugárzás     | Eredeti sugárzás  | Eredeti adó    | Magyar sugárzás    | Magyar sugárzás    | Magyar adó     |
| Évad | Évad | Epizódok | Évadpremier          | Évadfinálé        | Eredeti adó    | Évadpremier        | Évadfinálé         | Magyar adó     |
| ---- | ---- | -------- | -------------------- | ----------------- | -------------- | ------------------ | ------------------ | -------------- |
|      | 1    | 10       | 2014. január 22.     | 2014. március 26. | Comedy Central | 2015. október 28.  | 2015. december 30. | Comedy Central |
|      | 2    | 10       | 2015. január 14.     | 2015. március 18. | Comedy Central | 2016. január 6.    | 2016. március 9.   | Comedy Central |
|      | 3    | 10       | 2016. február 17.    | 2016. április 20. | Comedy Central | 2017. május 25.    | 2017. június 22.   | Comedy Central |
|      | 4    | 10       | 2017. szeptember 13. | 2017. december 6. | Comedy Central | 2018. november 11. | 2018. december 9.  | Comedy Central |
|      | 5    | 10       | 2019. január 24.     | 2019. március 28. | Comedy Central | 2020. január 28.   | 2020. február 1.   | Comedy Central |

## 1. évad (2014)
| Sor. | Év. | Cím                                                | Rendező            | Író                            | Premier                              | Nézettség   |
| ---- | --- | -------------------------------------------------- | ------------------ | ------------------------------ | ------------------------------------ | ----------- |
| 1.   | 1.  | A világ csodaszép (What a Wonderful World)         | Lucia Aniello      | Abbi Jacobson és Ilana Glazer  | 2014. január 22. 2015. október 28.   | 0,91 millió |
| 2.   | 2.  | Gandzsa (Pu$$y Weed)                               | John Lee           | Abbi Jacobson és Ilana Glazer  | 2014. január 29. 2015. november 4.   | 0,87 millió |
| 3.   | 3.  | Melós csajok (Working Girls)                       | Lucia Aniello      | Lucia Aniello és Paul W. Downs | 2014. február 5. 2015. november 11.  | 0,90 millió |
| 4.   | 4.  | Kizárva (The Lockout)                              | Lucia Aniello      | Abbi Jacobson és Ilana Glazer  | 2014. február 12. 2015. november 18. | 0,79 millió |
| 5.   | 5.  | Nagybulások (Fattest Asses)                        | John Lee           | Abbi Jacobson és Ilana Glazer  | 2014. február 19. 2015. november 25. | 0,78 millió |
| 6.   | 6.  | Lopott teló (Stolen Phone)                         | Lucia Aniello      | Chris Kelly                    | 2014. február 26. 2015. december 2.  | 0,92 millió |
| 7.   | 7.  | Hurrikán Wanda (Hurricane Wanda)                   | John Lee           | Tami Sagher                    | 2014. március 5. 2015. december 9.   | 0,86 millió |
| 8.   | 8.  | Végső állomás: Lagzi kiadás (Destination: Wedding) | Nicholas Jasenovec | Abbi Jacobson és Ilana Glazer  | 2014. március 12. 2015. december 16. | 0,85 millió |
| 9.   | 9.  | Albivadászok (Apartment Hunters)                   | Nicholas Jasenovec | Tami Sagher                    | 2014. március 19. 2015. december 23. | 0,88 millió |
| 10.  | 10. | Az utolsó vacsora (The Last Supper)                | Amy Poehler        | Abbi Jacobson és Ilana Glazer  | 2014. március 26. 2015. december 30. | 0,81 millió |

## 2. évad (2015)
| Sor. | Év. | Cím                  | Rendező            | Író                            | Premier                             | Nézettség   |
| ---- | --- | -------------------- | ------------------ | ------------------------------ | ----------------------------------- | ----------- |
| 11.  | 1.  | In Heat              | Lucia Aniello      | Abbi Jacobson és Ilana Glazer  | 2015. január 14. 2016. január 6.    | 0,86 millió |
| 12.  | 2.  | Mochalatta Chills    | Michael Blieden    | Jen Statsky                    | 2015. január 21. 2016. január 13.   | 0,85 millió |
| 13.  | 3.  | Wisdom Teeth         | John Lee           | Abbi Jacobson és Ilana Glazer  | 2015. január 28. 2016. január 20.   | 0,66 millió |
| 14.  | 4.  | Knockoffs            | Lucia Aniello      | Lucia Aniello és Paul W. Downs | 2015. február 4. 2016. január 27.   | 0,77 millió |
| 15.  | 5.  | Hashtag FOMO (#FOMO) | Jeff Tomsic        | Chris Kelly                    | 2015. február 11. 2016. február 3.  | 0,76 millió |
| 16.  | 6.  | The Matrix           | John Lee           | Abbi Jacobson és Ilana Glazer  | 2015. február 18. 2016. február 10. | 0,74 millió |
| 17.  | 7.  | Citizen Ship         | Michael Blieden    | Anthony King                   | 2015. február 25. 2016. február 17. | 0,66 millió |
| 18.  | 8.  | Kirk Steele          | Lucia Aniello      | Abbi Jacobson és Ilana Glazer  | 2015. március 4. 2016. február 24.  | 0,68 millió |
| 19.  | 9.  | Coat Check           | Jeff Tomsic        | Lucia Aniello és Paul W. Downs | 2015. március 11. 2016. március 2.  | 0,76 millió |
| 20.  | 10. | St. Mark's           | Nicholas Jasenovec | Abbi Jacobson és Ilana Glazer  | 2015. március 18. 2016. március 9.  | 0,67 millió |

## 3. évad (2016)
| Sor. | Év. | Cím             | Rendező       | Író                            | Premier                            | Nézettség   |
| ---- | --- | --------------- | ------------- | ------------------------------ | ---------------------------------- | ----------- |
| 21.  | 1.  | Two Chainz      | Lucia Aniello | Paul W. Downs és Lucia Aniello | 2016. február 17. 2017. május 25.  | 0,77 millió |
| 22.  | 2.  | Co-Op           | Ryan McFaul   | Paul W. Downs és Lucia Aniello | 2016. február 24. 2017. május 25.  | 0,63 millió |
| 23.  | 3.  | Game Over       | Lucia Aniello | Abbi Jacobson és Ilana Glazer  | 2016. március 2. 2017. június 1.   | 0,60 millió |
| 24.  | 4.  | Rat Pack        | Ryan McFaul   | Jen Statsky                    | 2016. március 9. 2017. június 1.   | 0,57 millió |
| 25.  | 5.  | 2016            | Todd Biermann | Chris Kelly                    | 2016. március 16. 2017. június 8.  | 0,64 millió |
| 26.  | 6.  | Philadelphia    | Todd Biermann | Abbi Jacobson és Ilana Glazer  | 2016. március 23. 2017. június 8.  | 0,57 millió |
| 27.  | 7.  | B&B-NYC         | Lucia Aniello | Paul W. Downs és Lucia Aniello | 2016. március 30. 2017. június 15. | 0,63 millió |
| 28.  | 8.  | Burning Bridges | Lucia Aniello | Abbi Jacobson és Ilana Glazer  | 2016. április 6. 2017. június 15.  | 0,59 millió |
| 29.  | 9.  | Getting There   | Todd Biermann | Abbi Jacobson és Ilana Glazer  | 2016. április 13. 2017. június 22. | 0,53 millió |
| 30.  | 10. | Jews on a Plane | John Lee      | Abbi Jacobson és Ilana Glazer  | 2016. április 20. 2017. június 22. | 0,63 millió |

## 4. évad (2017)
| Sor. | Év. | Cím            | Rendező            | Író                            | Premier                                 | Nézettség   |
| ---- | --- | -------------- | ------------------ | ------------------------------ | --------------------------------------- | ----------- |
| 31.  | 1.  | Sliding Doors  | Lucia Aniello      | Abbi Jacobson és Ilana Glazer  | 2017. szeptember 13. 2018. november 11. | 0,88 millió |
| 32.  | 2.  | Twaining Day   | Lucia Aniello      | Paul W. Downs és Lucia Aniello | 2017. szeptember 20. 2018. november 11. | 0,61 millió |
| 33.  | 3.  | Just the Tips  | Neil Daly          | Paul W. Downs és Lucia Aniello | 2017. szeptember 27. 2018. november 18. | 0,71 millió |
| 34.  | 4.  | Mushrooms      | Nicholas Jasenovec | Abbi Jacobson                  | 2017. október 11. 2018. november 18.    | 0,52 millió |
| 35.  | 5.  | Abbi's Mom     | Nicholas Jasenovec | Ilana Glazer                   | 2017. október 18. 2018. november 25.    | 0,55 millió |
| 36.  | 6.  | Witches        | Abbi Jacobson      | Gabe Liedman                   | 2017. október 25. 2018. november 25.    | 0,60 millió |
| 37.  | 7.  | Florida        | Ilana Glazer       | Jen Statsky                    | 2017. november 8. 2018. december 2.     | 0,56 millió |
| 38.  | 8.  | House-Sitting  | Abbi Jacobson      | Josh Rabinowitz                | 2017. november 15. 2018. december 2.    | 0,56 millió |
| 39.  | 9.  | Bedbugs        | Ilana Glazer       | Abbi Jacobson és Ilana Glazer  | 2017. november 29. 2018. december 9.    | 0,45 millió |
| 40.  | 10. | Friendiversary | Nicholas Jasenovec | Abbi Jacobson és Ilana Glazer  | 2017. december 6. 2018. december 9.     | 0,40 millió |

## 5. évad (2019)
| Sor. | Év. | Cím                        | Rendező       | Író                            | Premier                            | Nézettség   |
| ---- | --- | -------------------------- | ------------- | ------------------------------ | ---------------------------------- | ----------- |
| 41.  | 1.  | Stories                    | Nick Paley    | Abbi Jacobson és Ilana Glazer  | 2019. január 24. 2020. január 28.  | 0,41 millió |
| 42.  | 2.  | SheWork and S... Bucket    | Abbi Jacobson | Lisa McQuillan                 | 2019. január 31. 2020. január 28.  | 0,39 millió |
| 43.  | 3.  | Bitcoin & the Missing Girl | Lilly Burns   | Paul W. Downs és Lucia Aniello | 2019. február 7. 2020. január 29.  | 0,31 millió |
| 44.  | 4.  | Make the Space             | Ilana Glazer  | Jen Statsky                    | 2019. február 14. 2020. január 29. | 0,27 millió |
| 45.  | 5.  | Artsy Fartsy               | Ilana Glazer  | Abbi Jacobson                  | 2019. február 21. 2020. január 30. | 0,25 millió |
| 46.  | 6.  | Lost and Found             | Lucia Aniello | Paul W. Downs és Lucia Aniello | 2019. február 28. 2020. január 30. | 0,29 millió |
| 47.  | 7.  | Shenanigans                | Paul W. Downs | Gabe Liedman                   | 2019. március 7. 2020. január 31.  | 0,30 millió |
| 48.  | 8.  | Sleep No More              | Lucia Aniello | Ilana Glazer                   | 2019. március 14. 2020. január 31. | 0,33 millió |
| 49.  | 9.  | Along Came Molly           | Abbi Jacobson | Eliot Glazer                   | 2019. március 21. 2020. február 1. | 0,27 millió |
| 50.  | 10. | Broad City                 | Lucia Aniello | Abbi Jacobson és Ilana Glazer  | 2019. március 28. 2020. február 1. | 0,30 millió |

## Fordítás
Ez a szócikk részben vagy egészben  a   List of Broad City episodes című angol Wikipédia-szócikk fordításán alapul.  Az eredeti cikk szerkesztőit annak laptörténete sorolja fel. Ez a jelzés csupán a megfogalmazás eredetét és a szerzői jogokat jelzi, nem szolgál a cikkben szereplő információk forrásmegjelöléseként.